# Carlos Enrique
Carlos Alberto Enrique (Adrogué, 12 de dezembro de 1963) é um treinador e ex-futebolista profissional argentino, que atuava como meia.

## Carreira
Carlos Enrique fez parte do elenco da Seleção Argentina de Futebol na Copa América de 91.

## Títulos
- Copa América: 1991